# Porte de Saint-Cloud
Porte de Saint-Cloud – stacja linii nr 9 metra  w Paryżu. Stacja znajduje się w 16. dzielnicy Paryża. Została otwarta 29 września 1923 r.